# Weissbergita
La weissbergita és un mineral de la classe dels sulfurs. Va ser anomenada en honor de Byron G. Weissberg, geòleg i mineralogista neozelandès.

## Característiques
La weissbergita és un sulfur de fórmula química TlSbS₂. Cristal·litza en el sistema triclínic. Es troba en grans de forma irregular, de fins a 0.5 mm; també poden tenir forma prismàtica o tabular amb estries paral·leles a la dimensió més llarga. La seva duresa a l'escala de Mohs és 1,5. És l'anàleg mineral amb antimoni de la lorandita.
Segons la classificació de Nickel-Strunz, la weissbergita pertany a «02.HD: Sulfosals de l'arquetip SnS, amb Tl» juntament amb els següents minerals: lorandita, christita, jankovicita, rebulita, imhofita, edenharterita, jentschita, hutchinsonita, bernardita, sicherita i gabrielita.

## Formació i jaciments
La weissbergita es forma en els filons hidrotermals de fase tardana que esquerden roques carbonades dolomítiques silicificades. Va ser descoberta a la mina Carlin Gold, a Elko (Nevada, Estats Units). També ha estat descrita a Utah; la pedrera Lengenbach i a Allchar (Macedònia del Nord).
Sol trobar-se associada a altres minerals com: estibina i quars.